# 4116 Elachi
4116 Elachi (1982 SU) là một tiểu hành tinh vành đai chính bên trong được phát hiện ngày 20 tháng 9 năm 1982 bởi Eleanor F. Helin ở Palomar.